# TL (DM Command)
TL（TO_LEFT）とは、アポロコンピュータ社のコンピュータに搭載されていたウィンドウシステム（ディスプレイマネージャ）で利用できた、制御コマンド『DMコマンド』の一つ。

## 概要
AU コマンドは、カーソルを現在の行の先頭に移動する。

## 利用法
TL コマンドはカーソルを現在の行の先頭まで左に移動する．デフォルトでは左向きの棒付き矢印キーが TL コマンドを呼出す。
TL は引数やオプションを必要としない．